# Giovanni Lombardi
Giovanni Lombardi (n. 20 iulie 1969, Pavia, Lombardia, Italia) este un ciclist italian, medaliat olimpic. A participat la 2 ediții ale Jocurilor Olimpice (1988, 1992) în care a câștigat o medalie de aur.